# Chlorostrymon chileana
Chlorostrymon chileana is een vlinder uit de familie van de Lycaenidae. De wetenschappelijke naam van de soort is voor het eerst geldig gepubliceerd in 198? door Johnson.